# Rong Li
Pour les articles homonymes, voir Li.
Rong Li, née à Pékin (Chine) en 1967, est professeur émérite Bloomberg de biologie cellulaire et de génie chimique et biomoléculaire à la Johns Hopkins School of Medicine et à la Whiting School of Engineering. Elle est également directrice du Center for Cell Dynamics de l'Institut des sciences biomédicales fondamentales de la Johns Hopkins School of Medicine,. Elle est l'un des chefs de file dans la compréhension de l'asymétrie cellulaire, de la division et de l'évolution, et plus précisément, dans la façon dont les cellules eucaryotes établissent leur morphologie et leur organisation distinctes afin de remplir leurs fonctions spécialisées. 

## Biographie
Rong Li est née à Pékin, en Chine, en 1967. Elle a été la première diplômée du secondaire de la République populaire de Chine admise à l'Université Yale. Elle a ensuite obtenu son diplôme en quatre ans de l'Université Yale Summa Cum Laude et avec distinction en majeure avec un BS et MS combinés en biophysique et biochimie. Elle a ensuite obtenu un doctorat en biologie cellulaire par le biais du programme Herbert W. Boyer en sciences biologiques (PIBS) à l'Université de Californie, à San Francisco, et a ensuite complété une bourse postdoctorale à l'Université de Californie, Berkeley en biologie cellulaire moléculaire. En 1994, elle a accepté un poste de professeur adjoint en biologie cellulaire à l'Université Harvard, passant au niveau d'associé en 2000. De 2005 à 2015, elle a été chercheuse au Stowers Institute for Medical Research et professeure affiliée au Département de physiologie moléculaire et intégrative de la faculté de médecine de l'Université du Kansas. 
En juillet 2015, Li a été nommée professeure émérite Bloomberg à l'Université Johns Hopkins pour ses réalisations en tant que chercheuse interdisciplinaire et son excellence dans l'enseignement,. Le programme Bloomberg Distinguished Professorship a été créé en 2013 grâce à un don de Michael Bloomberg,. Li est nommée au Département de biologie cellulaire de l'École de médecine Johns Hopkins et au Département de génie chimique et biomoléculaire de la Whiting School of Engineering,. Elle est également directrice du Center for Cell Dynamics de l'Institut des sciences biomédicales fondamentales, dirigé par le biologiste moléculaire et généticien Stephen Desiderio. En tant que directrice, elle approfondira la collaboration existante entre les écoles et l'ingénierie et la médecine et fournira de nouveaux outils et approches pour examiner les processus dynamiques qui sous-tendent la vie des cellules, allant au-delà de la liste de pièces que le génome humain fournit à une compréhension mécaniste de la événements moléculaires sous-jacents à des comportements complexes. Dans le cadre du Bloomberg Distinguished Professorship, Li enseignera un cours de premier cycle au Département de génie chimique et biomoléculaire.

## Publications
Li a rédigé plus de 140 publications, 10 000 citations dans Google Scholar et un indice h de 54, avec bon nombre de ses articles publiés dans des revues telles que Cell, Nature, Cell Biology International, Nature Communications, Journal of Cell Biology et les Actes de l'Académie nationale des sciences des États-Unis d'Amérique. 

## Voir également
- Biologie cellulaire
- Complexe ARP2 / 3
- chaire Bloomberg